# Schuifvloer

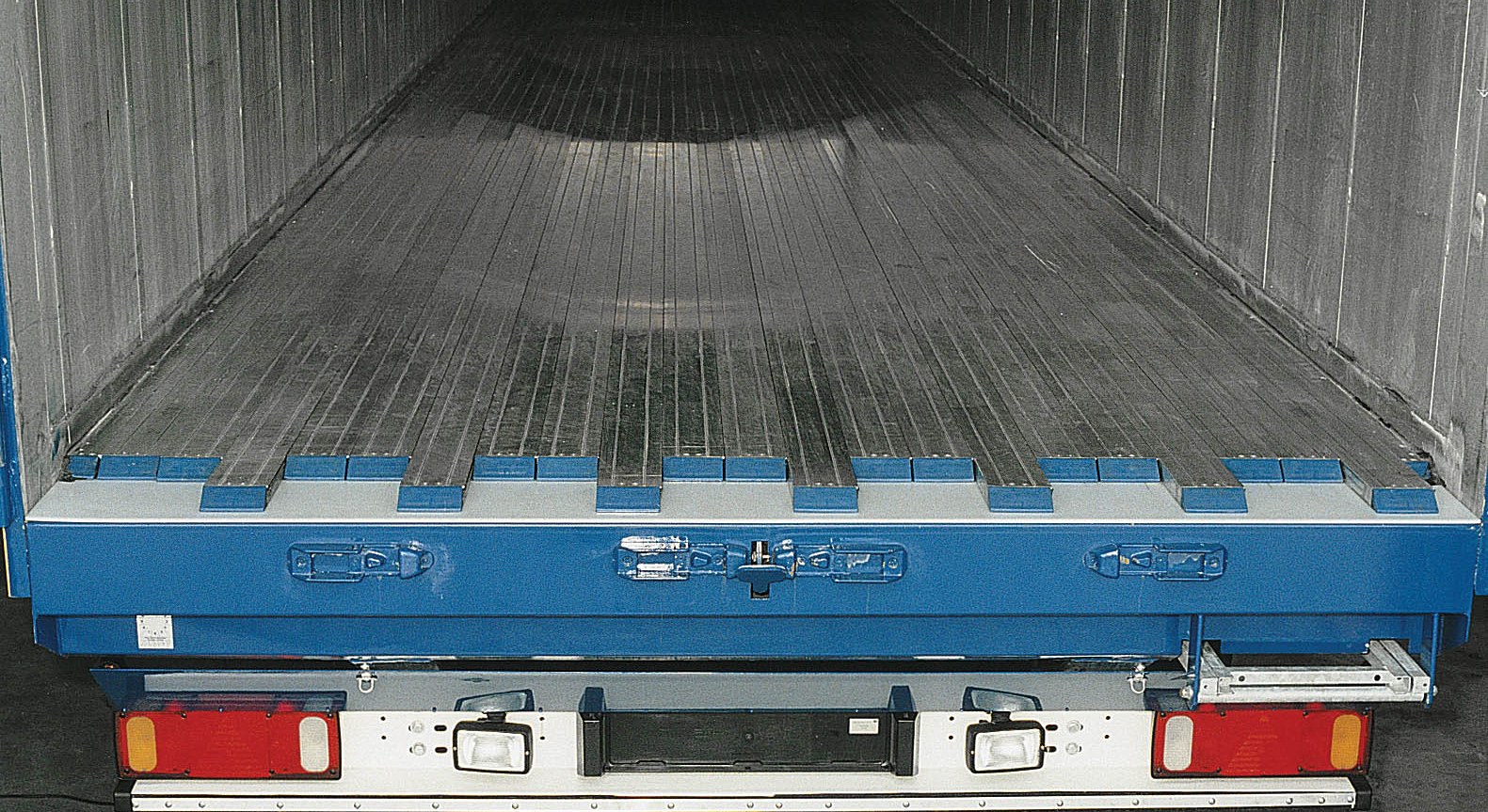
Schuifvloer in een oplegger

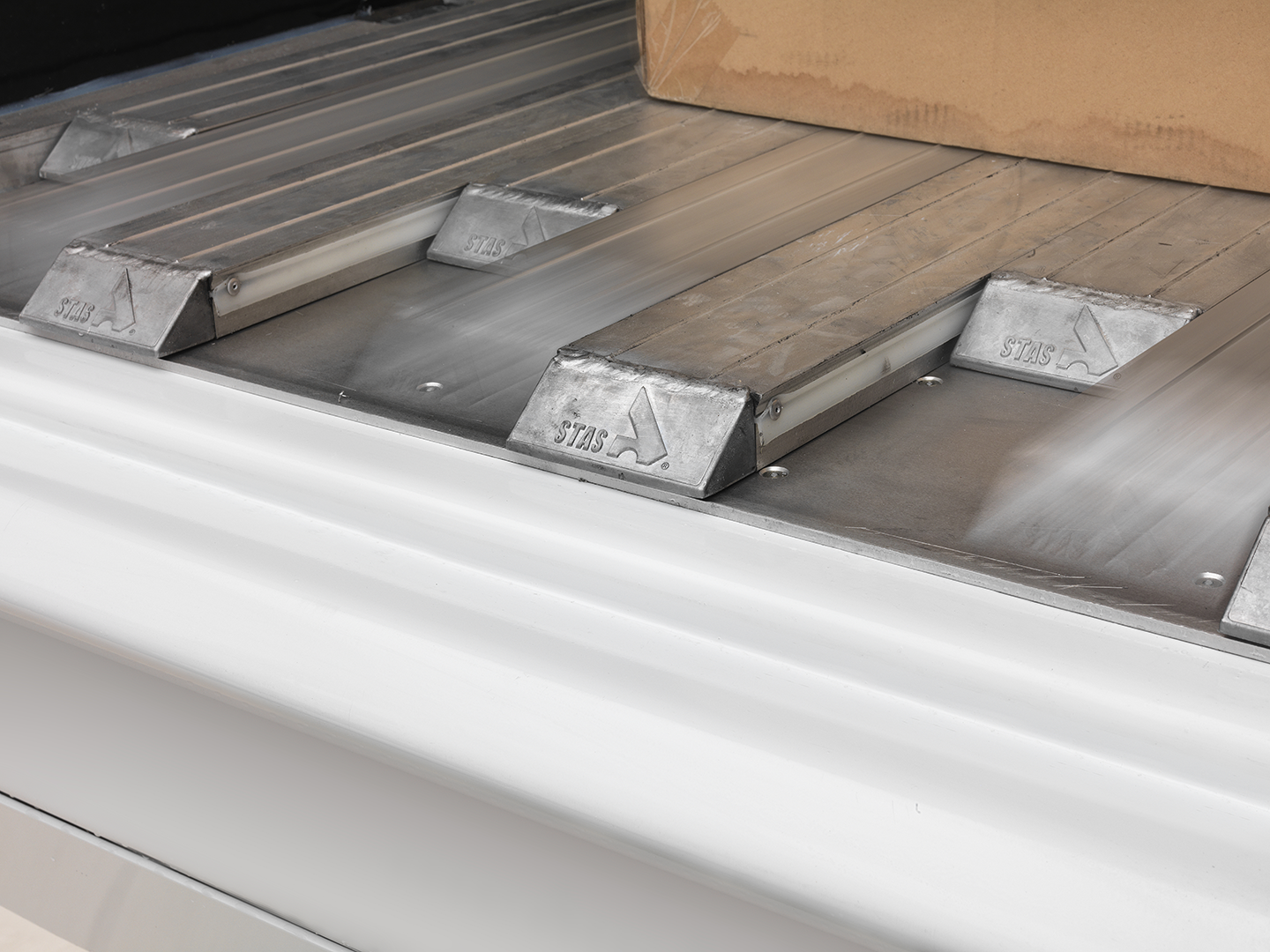
Schuifvloer in een oplegger (close-up)

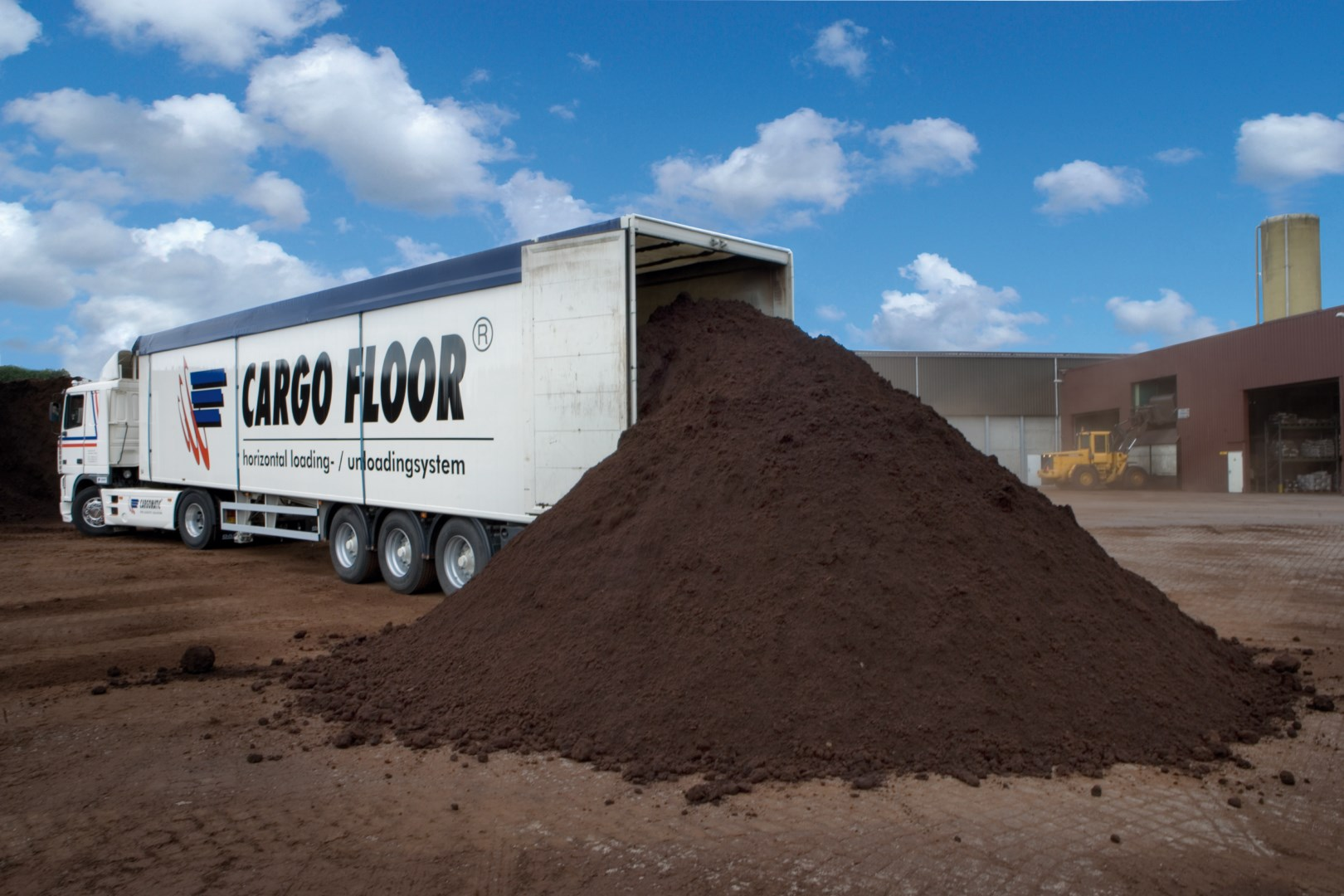
Schuifvloeroplegger, potgrondtransport

Een schuifvloer (bewegende vloer) is een hydraulisch aangedreven systeem voor het automatisch laden en lossen van een grote verscheidenheid aan bulkproducten, zoals zand, potgrond, huishoudelijk afval, schroot, suikerbieten en verpakte goederen (pallets, balen, papierrollen).

## Toepassing
De schuifvloer kan ingebouwd worden in:
- Opleggers, containers en wissellaadbakken. De lading kan snel gelost worden zonder dat de trailer gekiept hoeft te worden. Opleggers die met een schuifvloer zijn uitgerust worden ook wel zelflossers of schuifvloeropleggers genoemd.
- Fabrieken voor het automatisch gedoseerd transporteren van grote hoeveelheden bulkmaterialen. Typische toepassingen zijn onder meer in de recycling-, papier-, hout-, biomassa-, afvalindustrie.

## Werking
|  | Het schuifvloerprincipe is gebaseerd op wrijving tussen vloer en lading. De vloer bestaat uit 15 of 21 losse vloerprofielen, die onderverdeeld zijn in drie groepen. De vloer kan als één geheel in één richting bewegen, waarbij de lading meebeweegt. Als één groep afzonderlijk beweegt, onder de lading door, blijft de lading op zijn plek liggen. |